# Orientierungspolarisation

Wasser-Molekül als permanenter elektrischer Dipol
rot: negative Teilladung
blau: positive Teilladung
grün: gerichteter Dipol

Die Permittivität von Wasser (20 °C) ist frequenzabhängig.
Der rot gezeichnete Imaginärteil ist ausschlaggebend für die Energieabsorption durch Umklappen der Dipole.

Als Orientierungspolarisation bezeichnet man diejenige Polarisation, die durch die Ausrichtung (Orientierung) permanenter elektrischer Dipole, z. B. Wasser, in einem elektrischen Feld bewirkt wird. Gegen diese Ausrichtung der Dipole wirkt ihre thermische Bewegung. Die Orientierungspolarisation hängt daher von der Temperatur ab (je höher die Temperatur, desto niedriger die Orientierungspolarisation), was durch die Debye-Gleichung beschrieben wird.
Permanente Dipolmomente sind im Allgemeinen viel größer (etwa um den Faktor 103) als induzierte Dipolmomente, die durch das elektrische Feld erst erzeugt werden (Verschiebungspolarisation).
Kehrt man die Richtung des elektrischen Feldes um, so müssen sich die Dipolmoleküle umorientieren bzw. neu ausrichten (Relaxationsprozess). Aufgrund ihrer relativ großen Trägheit benötigen sie hierfür eine gewisse Zeit (typische Rotationszeit eines Moleküls in Flüssigkeit 10−9…10−11 s), weshalb das Absorptionsmaximum bei etwa 20 GHz liegt (entspricht einer Periode T = 0,5·10−10 s, vgl. 2. Abb.). Bei noch höheren Frequenzen ist keine Orientierungspolarisation mehr zu beobachten, sondern nur noch Verschiebungspolarisation, und die Debye-Gleichung geht in die Clausius-Mossotti-Gleichung über.

## Herleitung der Temperaturabhängigkeit
Die Wechselwirkungsenergie W eines permanenten elektrischen Dipols mit einem äußeren elektrischen Feld ist:
{\displaystyle W=-{\vec {p}}\cdot {\vec {E}}=-pE\cos \vartheta }
Der vollständigen Ausrichtung im elektrischen Feld steht die thermische Energie {\displaystyle W\propto kT} entgegen, die eine Gleichverteilung aller Richtungen anstrebt. Können die Dipole frei rotieren und befinden sich bei der Temperatur {\displaystyle T} im thermodynamischen Gleichgewicht, so ist die Wahrscheinlichkeit einen Dipol mit der Energie {\displaystyle W} bzw. dem Winkel {\displaystyle \vartheta } anzutreffen, proportional zum Boltzmann-Faktor:
{\displaystyle \exp \left(-{\frac {W}{kT}}\right)=\exp \left({\frac {pE\cos \vartheta }{kT}}\right)}
Für ein konstantes elektrisches Feld in z-Richtung {\displaystyle {\vec {E}}=E{\hat {e}}_{z}} ist das mittlere Dipolmoment in z-Richtung gleich:
{\displaystyle \left\langle p_{z}\right\rangle =p\left\langle \cos \vartheta \right\rangle =p\,{\frac {\int _{0}^{\pi }{\cos \vartheta \;\operatorname {e} ^{pE\cos \vartheta /kT}\sin \vartheta \;\mathrm {d} \vartheta }}{\int _{0}^{\pi }{\operatorname {e} ^{pE\cos \vartheta /kT}\sin \vartheta \;\mathrm {d} \vartheta }}}=p\left[\coth \left({\frac {pE}{kT}}\right)-{\frac {kT}{pE}}\right]}
Die Summe über alle mittleren Dipolmomente pro Volumen ergibt die makroskopische Polarisation (N ist eine Dichte, nämlich Dipole pro Volumen):
{\displaystyle P=N\left\langle p_{z}\right\rangle =Np\left[\coth \left({\frac {pE}{kT}}\right)-{\frac {kT}{pE}}\right]}
Der in eckigen Klammern stehende Ausdruck ist die Langevin-Funktion. Für große Temperaturen bzw. kleine Feldstärken kann man die Langevin-Funktion entwickeln:
{\displaystyle L(x)=\coth(x)-{\frac {1}{x}}\ {\overset {x\ll 1}{\mathop {=} }}\ {\frac {x}{3}}-{\frac {x^{3}}{45}}+{\mathcal {O}}(x^{5})}     mit     {\displaystyle x={\frac {pE}{kT}}}
Somit folgt für die makroskopische Polarisation mit {\displaystyle pE\ll kT} in erster Näherung:
{\displaystyle P={\frac {Np^{2}}{3kT}}E}
Bei Zimmertemperatur beträgt {\displaystyle kT} etwa 1/40 eV = 0,025 eV und die Orientierungsenergie der Dipole mit Dipolmoment ca. 10−30 A·s·m bei einer Feldstärke von 107 V/m beträgt etwa 0,00062 eV. Somit ist {\displaystyle pE/kT=1/40} und obige Annahme erfüllt {\displaystyle \ll 1}.
Für schwache elektrische Feldstärken ist die Polarisation eine lineare Funktion des elektrischen Feldes
{\displaystyle {\vec {P}}=\varepsilon _{0}\chi {\vec {E}}}
Mit der vorherigen Gleichung erhält man eine temperaturabhängige elektrische Suszeptibilität
{\displaystyle \chi ={\frac {Np^{2}}{3\varepsilon _{0}kT}}}
Die Orientierungspolarisation ist also proportional zur reziproken Temperatur (Curie-Gesetz). Man beachte, dass dieses Ergebnis nur für Dipole gilt, die frei rotieren können. Bei einem Festkörper ist dies im Allgemeinen nicht gegeben.